# Spetsrostmossa
Spetsrostmossa (Marsupella spiniloba) är en levermossart som beskrevs av Schust. och Damsh.. Spetsrostmossa ingår i släktet rostmossor, och familjen Gymnomitriaceae. Arten är reproducerande i Sverige.